# Ashleigh Johnson
Ashleigh Johnson, född 12 september 1994 i Miami i Florida, är en amerikansk vattenpolomålvakt. Hon ingick i USA:s landslag i damernas turnering i vattenpolo vid olympiska sommarspelen 2016 och 2020 och tog två successiva OS-guld. I damernas turnering i vattenpolo vid olympiska sommarspelen 2024 blev det en fjärdeplats.
Efter skoltiden vid Ransom Everglades School studerade Johnson vid Princeton University där hon spelade vattenpolo för Princeton Tigers.
Johnsons båda föräldrar är invandrare från Jamaica. Hon ingick i de lag som tog VM-guld 2015, 2019, 2022 och 2024 och i de lag som tog guld vid panamerikanska spelen 2015, 2019 och 2023.